# Regiunea Karlovy Vary
Regiunea Karlovy Vary (cehă: Karlovarský kraj) este o regiune (kraj) în partea de vest a Republicii Cehe și are centrul administrativ în orașul omonim. Este împărțită în 3 districte este cea mai vestică regiune din Boemia.

## Impărțire administrativă
| Impărțirea administrativă | Impărțirea administrativă | Impărțirea administrativă | Impărțirea administrativă | Impărțirea administrativă |
| ------------------------- | ------------------------- | ------------------------- | ------------------------- | ------------------------- |
| Okres (District)          | Suprafața in km²          | Locuitori                 | Vârsta medie              | Comune                    |
| Okres Cheb                | 933                       | 89.107                    | 38,3                      | 39                        |
| Okres Karlovy Vary        | 1.628                     | 121.886                   | 39,1                      | 55                        |
| Okres Sokolov             | 753                       | 93.227                    | 37,0                      | 38                        |